# L'Évaluation
Pour les articles homonymes, voir Évaluation (homonymie) et Assessment.
Pour plus de détails, voir Fiche technique et Distribution.
L'Évaluation (The Assessment) est un film germano-anglo-américain réalisé par Fleur Fortuné et sorti en 2024. 
Premier long métrage de Fleur Fortuné, il est présenté au festival international du film de Toronto 2024. Il sort au cinéma dans certains pays ou sur Prime Video dans d'autres territoires.

## Synopsis
Dans un futur proche, les futurs parents doivent passer un test afin de prouver leur aptitude à élever un enfant et  endurer sept jours de visite à domicile par une évaluatrice qui leur fait passer des tests de tous genres.

## Fiche technique
- Titre original : The Assessment
- Titre français : L'Évaluation
- Réalisation : Fleur Fortuné
- Scénario : Dave Thomas, Nell Garfath Cox et John Donnelly
- Musique : Emilie Levienaise-Farrouch
- Direction artistique : Philippe Mayanobe
- Décors : Jan Houllevigue
- Costumes : Sarah Blenkinsop
- Photographie : Magnus Nordenhof Jønck
- Son : Frank Kruse (en)
- Montage : Yorgos Lamprinos (en)
- Production : Julie Goldstein, Grant S. Johnson, Elizabeth Karlsen, Jonas Katzenstein, Maximilian Leo, Shivani Rawat et Stephen Woolley
- Sociétés de production : Augenschein Filmproduktion, Number 9 Films, Project Infinity, ShivHans Pictures et Tiki Tane Pictures
- Sociétés de distribution : Capelight Pictures (Allemagne), Amazon Prime Video
- Pays de production :  États-Unis,  Allemagne et  Royaume-Uni
- Langue originale : anglais
- Format : couleur
- Genre : thriller, science-fiction
- Durée : 114 minutes
- Dates de sortie :
  - Canada : 8 septembre 2024 (Festival international du film de Toronto)
  - Allemagne : 2 octobre 2024 (Festival du film de Hambourg) ; 3 avril 2025 (en salles)
  - Royaume-Uni : 14 octobre 2024 (Festival du film de Londres)
  - France : 9 décembre 2024 (Paris International Fantastic Film Festival)[1] ; 8 mai 2025 (Prime Video)
  - États-Unis : 21 mars 2025 (en salles)

## Distribution
- Elizabeth Olsen (VF : Marie Eugénie-Maréchal) : Mia
- Alicia Vikander (VF : Ingrid Donnadieu) : Virginia / Grace
- Himesh Patel (VF : Léo Dussollier) : Aaryan
- Minnie Driver (VF : Marie Bouvier) : Evie
- Indira Varma : Ambika
- Charlotte Ritchie (VF : Flora Brunier) : Serena
- Nicholas Pinnock (VF : Daniel Lobé) : Walter
- Leah Harvey (VF : Fily Keita) : Holly
- Anaya Thorley : Amelia
- Benny O. Arthur (de) : Ash
- Malaya Stern Takeda (de) : Catherine

## Production
Le tournage débute à Cologne en juillet 2023. En août 2023, les extérieurs ont été filmés à Tenerife. En février 2024, Deadline Hollywood a rapporté que le film était en post-production.

## Distinctions

### Récompenses
- British Independent Film Awards 2024 : meilleurs décors pour Jan Houllevigue[5]
- Grindhouse Paradise 2025 (Toulouse) : Grand Prix de la compétition long métrage[6],[7]

### Nominations
- British Independent Film Awards 2024[5] :
  - meilleure actrice pour Alicia Vikander ;
  - meilleur premier scénario pour Dave Thomas et Nell Garfath Cox.

### Sélections
- Festival international du film de Toronto 2024
- Festival du film de Hambourg 2024
- Festival du film de Zurich 2024
- Festival du film de Londres 2024
- Festival international du film de Stockholm 2024
- Festival du film de Turin 2024
- Paris International Fantastic Film Festival 2024[1]
- Festival international du film de Tromsø 2025
- Hallucinations collectives 2025 (Lyon)